# Kamenita trava
Kamenita trava (metličasta rumenica, turica metličasta; lat. Aurinia saxatilis), trajnica zlatnožutih cvjetova iz porodice krstašica. Nekada je uključivana u rod gromotulja (Alyssum), a danas se vodi pod rodom Aurinia.
Vrsta je raširena po srednjoj i južnoj Europi, uključujući i Hrvatsku, a uvezena je i u Sjevernu Ameriku. Postoje brojni kultivari.

## Sinonimi
- Adyseton saxatile (L.) Sweet
- Adyseton sibiricum G.Don
- Alyssum arduinoi Fritsch
- Alyssum cheirifolium Steud.
- Alyssum saxatile L.
- Aurinia saxatilis subsp. arduinii (Fritsch) Dostál
- Crucifera saxatilis (L.) E.H.L.Krause

## Galerija
- A. saxatilis
- A. saxatilis
- A. saxatilis
- A. saxatilis